# 의성군의 문화유산
의성군의 문화유산은 「문화재 보호법」 및 「경상북도 문화재보호조례」에 따라 국가 또는 도 지정문화재로 지정되지 아니한 것으로 다음 각 호의 것을 말한다.
1. 인위적·자연적으로 형성된 문화유산으로 역사적, 학술적, 경관적가치가 큰 유형·무형의 기념물 및 민속자료
2. 문화재로서 보존가치가 있는 것으로 기대되는 유산
3. 향토문화, 토속풍물 등을 연구하는데 필요한 자료

## 지정 목록
| 번호 | 그림 | 명칭                                    | 소재지                      | 소유자 (관리자)                     | 지정·해제일자        | 비고 |
| ---- | ---- | --------------------------------------- | --------------------------- | ----------------------------------- | -------------------- | ---- |
| 1호  |      | 효자신원록정려각                        | 의성군 의성읍 도동리 631    | 아주신씨공파종중(신청길)            | 2013년 5월 28일 지정 |      |
| 2호  |      | 추모재                                  | 의성군 의성읍 용연리 187    | 오상필                              | 2013년 5월 28일 지정 |      |
| 3호  |      | 진미사유지비각                          | 의성군 의성읍 중리리 837-1  | 의성김씨 오토종중(김두기)           | 2013년 5월 28일 지정 |      |
| 4호  |      | 자암종택                                | 의성군 금성면 산운리 156    | 이호준                              | 2013년 5월 28일 지정 |      |
| 5호  |      | 오계서당                                | 의성군 금성면 구련리 451    | 풍천임씨종중(임중혁)                | 2013년 5월 28일 지정 |      |
| 6호  |      | 삼충재 및 비각                          | 의성군 봉양면 분토리 산61   | 김목련                              | 2013년 5월 28일 지정 |      |
| 7호  |      | 경정종택사당                            | 의성군 금성면 산운리 326    | 이윤구                              | 2013년 5월 28일 지정 |      |
| 8호  |      | 관덕정                                  | 의성군 신평면 청운리 146-1  | 청운1리새마을회                     | 2013년 5월 28일 지정 |      |
| 9호  |      | 사익재 사랑채                           | 의성군 단촌면 후평리 158-3  | 김갑섭                              | 2013년 5월 28일 지정 |      |
| 10호 |      | 화산서원                                | 의성군 단촌면 하화리산47-4  | 마준영                              | 2013년 5월 28일 지정 |      |
| 11호 |      | 금운정                                  | 의성군 의성읍 도동리 846-5  | 해주오씨 금운문중(오상달)           | 2013년 5월 28일 지정 |      |
| 12호 |      | 경윤정                                  | 의성군 가음면 이리 770      | 용궁전씨 중경파이동종중(전이호)     | 2013년 5월 28일 지정 |      |
| 13호 |      | 경수정                                  | 의성군 춘산면 대사리 61     | 김녕김씨 문중(김종화)               | 2013년 5월 28일 지정 |      |
| 14호 |      | 영은정                                  | 의성군 신평면 청운리 791    | 남원양씨문중(양재근)                | 2013년 5월 28일 지정 |      |
| 15호 |      | 모운정                                  | 의성군 다인면 달제리 33     | 경주최씨 문중(최홍섭)               | 2013년 5월 28일 지정 |      |
| 16호 |      | 소원정                                  | 의성군 의성읍 팔성리 7-3    | 해주오씨 북부문중(오상필)           | 2013년 5월 28일 지정 |      |
| 17호 |      | 체락정                                  | 의성군 신평면 청운리 791    | 남원양씨문중(양진영)                | 2013년 5월 28일 지정 |      |
| 18호 |      | 이은재                                  | 의성군 춘산면 대사리 95     | 김녕김씨 문중(김태성)               | 2013년 5월 28일 지정 |      |
| 19호 |      | 세천정                                  | 의성군 단촌면 세촌리 760-1  | 해주오씨 세천문중(오상달)           | 2013년 5월 28일 지정 |      |
| 20호 |      | 구암정                                  | 의성군 다인면 달제리 92     | 신문호                              | 2013년 5월 28일 지정 |      |
| 21호 |      | 병산정                                  | 의성군 비안면 장춘리 1046-5 | 비안박씨 종중(박병훈)               | 2013년 5월 28일 지정 |      |
| 22호 |      | 회운정                                  | 의성군 신평면 청운리 177-2  | 김시식                              | 2013년 5월 28일 지정 |      |
| 23호 |      | 무첨당                                  | 의성군 신평면 청운리 745    | 남원양씨문중(양진영)                | 2013년 5월 28일 지정 |      |
| 24호 |      | 삼지당                                  | 의성군 봉양면 구미리 216-3  | 신현수                              | 2013년 5월 28일 지정 |      |
| 25호 |      | 우곡서원                                | 의성군 의성읍 업리1132      | 해주오씨 사공문중(오상달)           | 2013년 5월 28일 지정 |      |
| 26호 |      | 장대서원                                | 의성군 봉양면 장대리 산34   | 신영균                              | 2013년 5월 28일 지정 |      |
| 27호 |      | 의성 순호리 도해와                      | 의성군 가음면 순호리 220    | 능성구씨도행공파문중(구우서)        | 2013년 5월 28일 지정 |      |
| 28호 |      | 의성상리리충렬사                        | 의성군 의성읍 상리리 612    | 의성김씨찬성공파문중(김주환)        | 2014년 5월 28일 지정 |      |
| 29호 |      | 의성사촌리류한식 고택                   | 의성군 점곡면 사촌3리 244   | 류한식                              | 2014년 5월 28일 지정 |      |
| 30호 |      | 의성안정리첨모당                        | 의성군 안계면 안정리 528-1  | 당양유씨문희공파숭조원문중(우동추)  | 2014년 5월 28일 지정 |      |
| 31호 |      | 의성상리리충효사                        | 의성군 의성읍 상리리 20     | 경주이씨도장공파문중(이진우)        | 2014년 5월 28일 지정 |      |
| 32호 |      | 위천정                                  | 의성군 안계면 위양2길 9-52  | 초계변씨좌승지천세파문중            | 2015년 6월 19일 지정 |      |
| 33호 |      | 백학서당                                | 의성군 비안면 이두리 187    | 백학서당보존회                      | 2015년 6월 19일 지정 |      |
| 34호 |      | 금자광록대부태자첨사의성군김공신도비    | 의성군 사곡면 토현리 607-2  | 의성김씨오토제문중                  | 2015년 6월 19일 지정 |      |
| 35호 |      | 중리교회(제1예배당 및 종탑, 구빙계교회) | 의성군 춘산면 빙계리 425    | 대한예수교장로회중리교회            | 2016년 9월 1일 지정  |      |
| 36호 |      | 의성학하고택                            | 의성군 금성면 산운리 159    | 이시유                              | 2017년 8월 1일 지정  |      |
| 37호 |      | 의성명곡서원                            | 의성군 가음면 양지리 447-1  | 함양박씨정헌공파종회문중(박해율)    | 2017년 8월 1일 지정  |      |
| 38호 |      | 의성기천정사                            | 의성군 점곡면 동변리 1209-1 | 안동권씨부정공파행정공 종중(권오서) | 2017년 8월 1일 지정  |      |
| 39호 |      | 의성신원록 불천위 사당                  | 의성군 의성븝 팔성리 812-1  | 아주신씨회당공문중(신청길)          | 2017년 8월 1일 지정  |      |

## 참고 문헌
- 의성군 홈페이지 - 고시/공고 보관됨 2019-07-21 - 웨이백 머신